# Schizonycha longitarsis
Schizonycha longitarsis är en skalbaggsart som beskrevs av Linell 1895. Schizonycha longitarsis ingår i släktet Schizonycha och familjen Melolonthidae. Inga underarter finns listade i Catalogue of Life.